# Og
Pour l’élément chimique dont Og est le symbole, voir Oganesson.
Pour les articles homonymes, voir OG et Ogg.
Og est, d'après plusieurs livres de l'Ancien Testament, un ancien roi amorrite de Bashân. Il est considéré comme étant le rescapé (haPalit) de la destruction des Rephaim par les quatre rois au temps d'Abraham.
Avec ses fils et son armée, il aurait été écrasé par Moïse et ses hommes à la bataille d'Edrei (sans doute la ville moderne de Dara, en Syrie). Les chercheurs sont divisés sur la date approximative de la chute d'Og et, partant, de la conquête du pays de Canaan par le royaume d'Israël, mais la plupart suggèrent une fourchette entre -1500 et -1200.
Dans la Bible, Og est mentionné pour la première fois dans le Livre des Nombres (Nb 21. 33) puis dans le Deutéronome, précisément aux premier et troisième chapitres. Il régnait sur un territoire vaste et fertile, qui s'étendait depuis la fourche du Yarmouk jusqu'aux terres basaltiques de Hauran à l'est. Le royaume de Bashân aurait contenu près de « soixante cités fortifiées » et de nombreuses villes non fortifiées, avait des palais royaux à Ashterot (Astarté) et Edrei, dans la région d'Argob. 
Le personnage d'Og comporte aussi une part de légendaire, et passait pour le géant des Amorrites dans plusieurs textes hébreux. Certaines sources lui attribuent une longévité de 3 000 ans, et affirment même qu'il eut le privilège de grimper sur l'arche de Noé pendant le Déluge.
Og apparaît dans une inscription phénicienne de Byblos (Byblos 13) publiée en 1974 par Wolfgang Rölling . Il apparaît dans une inscription funéraire endommagée de sept lignes que Rölling remonte à environ 500 av. J.-C., et qui semble dire que si quelqu'un dérange les os de l'occupant, « le puissant Og me vengera ».  
Une connexion possible avec Og et les rois Rephaïm de Bachân peut également être faite avec le texte cananéen beaucoup plus ancien (Ugaritic KTU 1.108) du XIIIe siècle av. J.-C., qui utilise le terme «roi» en association avec la racine / rp / ou « Rapah » (Rephaïm, dans la Bible) et les noms de lieux géographiques qui correspondent probablement aux villes de Ashterot et d'Edrei dans la Bible sur lesquelles le roi Og est expressément dit avoir régné  (Deutéronome 1: 4; Josué 9:10 ; 12: 4 ; 13:12, 31). 
La tablette d'argile de Ugarit KTU 1.108 se lit dans son ensemble : « Puisse Rapiu, roi de l'éternité, boire du vin, oui, puisse−t-il boire ; le [dieu] puissant et noble, le dieu trônant dans Ashtarot, le dieu qui règne dans Edrei, que les hommes enchantent et honorent avec de la musique sur la lyre et la flûte, le tambour ; les cymbales et les castagnettes d'ivoire, parmi les compagnons précieux de Kothar. »